# Santo André de Poiares
Santo André de Poiares es una freguesia portuguesa del concelho de Vila Nova de Poiares, con 27,80 km² de superficie y 3.728 habitantes (2001). Su densidad de población es de 134,1 hab/km².

## Galería

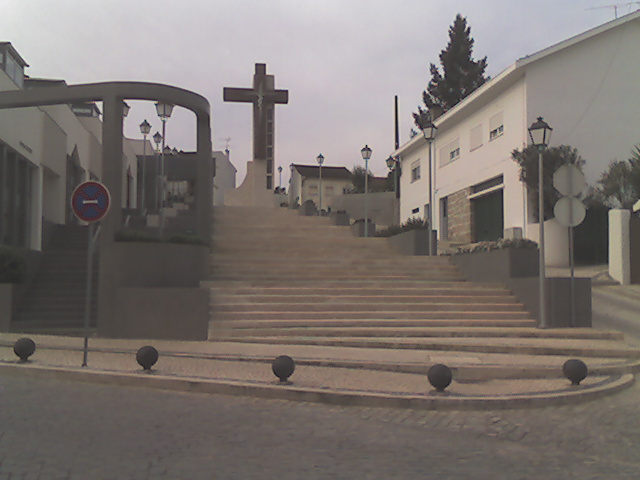
Santo André de Poiares